# 500 Millas de Indianápolis de 1958

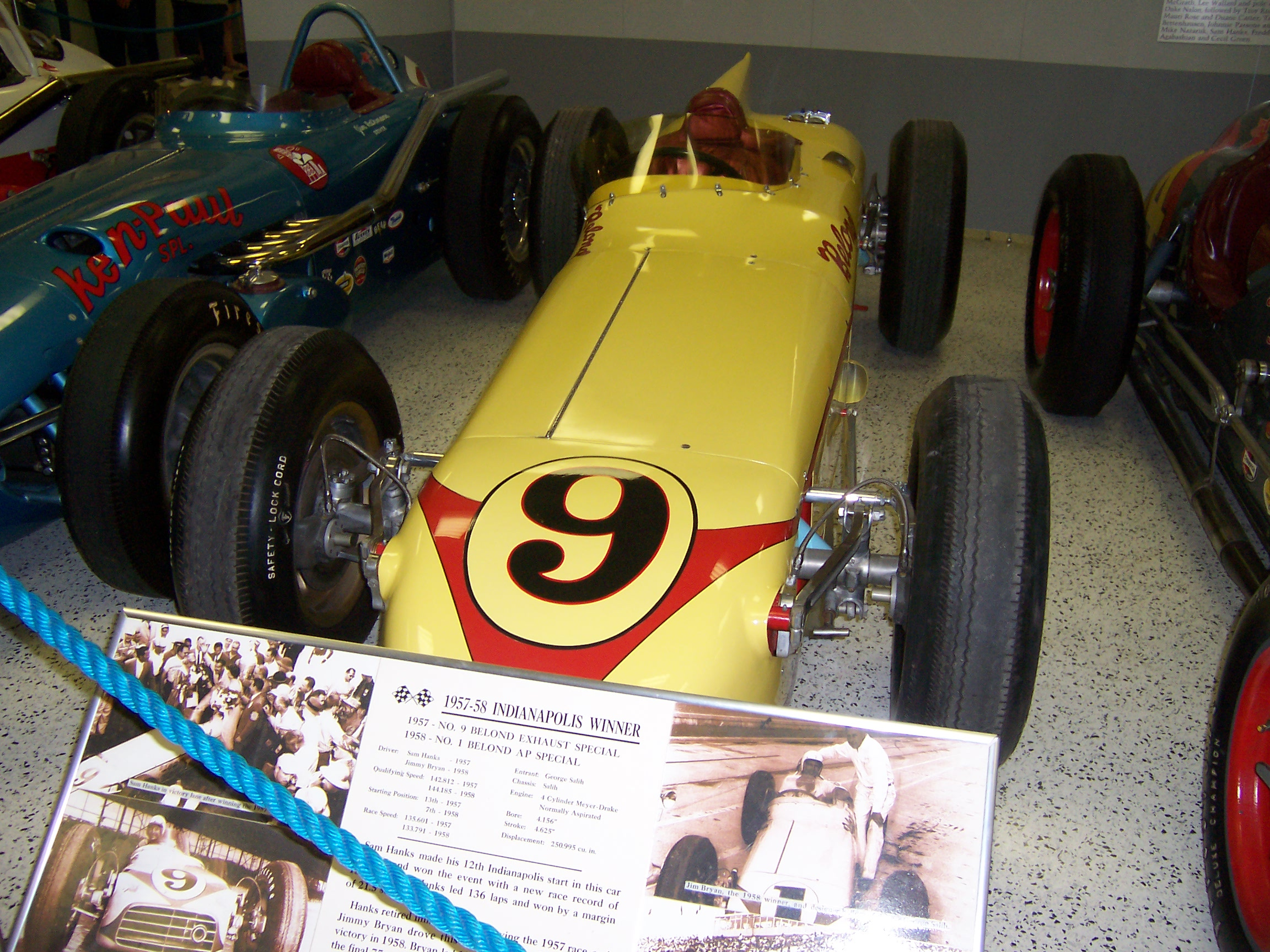
Coche ganador de la indy 500 de 1957 y 1958.

La Edición 42° de las 500 millas de Indianapolis se celebró como es habitual en el Indianapolis Motor Speedway, un viernes 30 de mayo de 1958. El evento fue parte del Campeonato USAC, y además fue carrera puntuable por novena vez para el Campeonato Mundial de Fórmula 1. La carrera es conocida por una gran primera vuelta, el coche #15 resultó con la muerte del conductor favorito de los fanes, Pat O'Connor.
Jimmy Bryan fue el ganador de la carrera. La carrera contó con el entonces desconocido pero talentoso joven novato A. J. Foyt que debutaba por primera vez en el Brickyard. En la vuelta 148, hizo un trompo producto de aceite regado en la pista, y se tuvo que retirar de la carrera. El piloto argentino, y múltiple campeón mundial de Fórmula 1, Juan Manuel Fangio llegó por primera vez para competir a la Indy 500 bajo mucha fanfarria mientras trataba de clasificar para las 500 y sumar puntos adicionales para el Campeonato del Mundo. Fangio llegó a Indianápolis con la intención de girar lo antes posible con el Kurtis Kraft 500G Offenhauser con el n.º 77 que era auspiciado por la Dayton Steel Foundry. Sin embargo, el vehículo aún no estaba en condiciones para ser probado. Mientras su equipo ultimaba detalles, para ganar tiempo y experiencia el argentino salió al óvalo con un Kurtis Kraft 500F Novi del equipo Novi Automotive Air Conditioning que en la carrera lo correría Bill Cheesbourg. Tras diez vueltas, Fangio logró bajar el tiempo de Paul Russo, el otro piloto del Novi Automotive Air Conditioning. La diferencia entre su auto y el resto era notable. Además del problema en el chasis también tenía una falla en la carburación. Su velocidad final rondaba los 228 km/h contra los 234 km/h de los punteros. Una diferencia que ni siquiera Fangio, con todos sus pergaminos, iba a poder remediar. Fangio probó solo 2 días y ni siquiera fue a la clasificación Revista Mecánica Popular Agosto 1958.

## Entrenamientos y Pruebas clasificatorias
Los entrenamientos y clasificatorias a la carrera se programaron para cuatro días, correspondientes a dos fines de semana, así:
- Sábado 17 de mayo - Entrenamientos y clasificaciones del Pole Day

Ed Elisian estableció un nuevo récord de pista a una velocidad de 146,508 mph, de manera provisional durante la pole position. Su promedio de cuatro vueltas la promedió en 145,926 mph. Más adelante durante el día, Dick Rathmann clasificó con 146,974 mph intentando ganar la pole position. Rathmann no fue capaz de batir el récord en una sola vuelta que poseía Elisian, pero su récord en cuatro vueltas eclipsó a Elisian general por apenas 0,08 segundos.
- Domingo 18 de mayo - Segundo día de Entrenamientos y clasificaciones
- Sábado 24 de mayo - Tercer día de Entrenamientos y clasificaciones
- Domingo 25 de mayo - Cuarto Día de Entrenamientos y clasificaciones

## Resumen de carrera

### Accidente en la vuelta de arrancada
Por segundo año consecutivo, la parrilla de salida tuvo un muy mal comienzo. Con el muro que separaba del pit lane, los coches se les indicaron ubicarse para que se separarse y reunieran en las once filas oficiales de tres coches después de entrar a la pista. La confusión se produjo en la vuelta de calentamiento, sin embargo, ya que los tres pilotos de la primera fila (Dick Rathmann, Ed Elisian y Jimmy Reece) se alejaron, y sin darse cuenta se habían alejado del coche de seguridad. Los tres coches se fueron sin previo aviso y al estar solos, y en vez de esperar que todos los coches y el Pace Car se pusieran a la par de estos tres pilotos para prepararse para la largada, llegaron demasiado rápido para llegarles a los coches de los últimos lugares de la parrilla. Sam Hanks hizo que saliera el coche de seguridad a la pista desde los boxes, pero el jefe de partida Bill Vanderwater mostró la bandera amarilla que la agitaba desde hace un buen rato. Una sola vuelta de calentamiento extra era permitido, y la primera fila retuvo a su cargo el frente de la parrilla de salida. Por el momento Hanks estaba dispuesto a tirar del coche al ritmo de vuelta normal que se establecía normalmente en pista, se había vuelto a formar la parrilla correctamente, y Vanderwater al fin les dio la bandera verde.
Al comienzo, Dick Rathmann tomó la delantera en la curva 1, Ed Elisian fue segundo, y Jimmy Reece tercero. Como los coches bajaron a la recta opuesta, se enfrentaron por posiciones en la tercera curva. Elisian giró, y provocó un enorme choque entre 15 coches. Varios coches salieron contra la pared y el muro interior. Jerry Unser tocó con ruedas a Paul Goldsmith, y volcó contra la pared exterior. Unser sufrió una luxación de hombro. Según A.J. Foyt, el coche de Pat O'Connor golpeó el coche de Reece, mientras conducía estando a quince metros en el aire, aterrizando boca abajo, e inmediatamente estalló en llamas. Aunque O'Connor fue murió incinerado en el accidente, funcionarios médicos dijeron que fue probablemente murió en el acto tan pronto sufrió la fractura de cráneo.
Finalmente Elisian fue encontrado culpable ya que fue el que ocasionó el accidente y fue suspendido por la USAC por el accidente (reincorporado a los pocos días), y fue posteriormente rechazado por muchos en la comunidad automovilística.
Como consecuencia del accidente, funcionarios de carrera anunciaron que iban a cambiar el procedimiento de partida, abandonando la salida original y la iban a realizar por el carril de boxes que se venía utilizando desde 1957. Asimismo, para la Indy 500 de 1959, se colocaron una barreras antivuelco de metal que fueron soldadas a la estructura atrás de la cabeza del conductor ya que las hicieron obligatorias, y se requirieron cascos más resistentes por lo que tuvieron que pasar una estrícta certificación de seguridad por parte de funcionarios médicos del circuito.

### Primera mitad de competencia
Jimmy Bryan se escapó del accidente de la primera vuelta, y dio su giro para liderar la primera vuelta. Eddie Sachs y Tony Bettenhausen también escaparon ilesos, por lo que obtuvieron las posiciones segunda y tercera. Debido al accidente, la bandera amarilla se quedó ondeante durante los primeros 25 minutos (18 vueltas) de carrera, y después de minutos de bandera roja. Cuando por fin la bandera verde salió, Bryan, Sachs, Bettenhausen y George Amick todos lucharon por la cabeza de carrera. Hubo 14 cambios de líder en la primera mitad.
La segunda amarilla salió en la vuelta 38 cuando Chuck Weyant se estrelló en la curva 4. Eddie Sachs, competido en el primer trimestre de carrera, abandonó en la vuelta 68 por problemas de transmisión.

### Segunda mitad de compenecia
La segunda mitad de la carrera puso una interesante batalla entre Jimmy y Johnny Bryan Boyd, con George Amick también en la pelea. Sin embargo, Boyd perdió el liderato durante una parada en boxes en la vuelta 126. El equipo de Bryan tuvo paradas en boxes más rápidas (tres paradas durante 1 minuto y 31 segundos), lo que le permitió mantener el liderato. El novato AJ Foyt se retiraría en la vuelta 149.
Bryan lideró las últimas 75 vueltas (139 en total) camino a la victoria. Bryan obtuvo la victoria en el mismo auto en el que Sam Hanks ganó las 500 millas un año antes . Amick, un novato, se quedó a corta distancia de Bryan para la última parte de la carrera, pero el jefe de equipo de Amick, George Salih, decidió aceptar un segundo lugar seguro antes que arriesgarse a empujar a su piloto novato a cometer un error. Durante la carrera, como las noticias se habían propagado la muerte de Pat O'Connor alrededor de la pista, el estado de ánimo entre los espectadores se hizo cada vez sombría y más sombría. Según se informó, algunos asistentes abandonaron al conocer la noticia de la fatalidad, algunos para no volver más a la competencia de ese año.

## Resultados de carrera
| Pos. Final | Pos. Inicial | Dorsal | Piloto            | Fabricante               | Tiempo | Rango | Vueltas | Vuel. Lid. | Registro/Suceso             | Puntos Fórmula 1 |
| ---------- | ------------ | ------ | ----------------- | ------------------------ | ------ | ----- | ------- | ---------- | --------------------------- | ---------------- |
| 1          | 7            | 1      | Jimmy Bryan       | Epperly-Offenhauser      | 144.18 | 1     | 200     | 139        | 3:44:13.80                  | 8                |
| 2          | 25           | 99     | George Amick      | Epperly-Offenhauser      | 142.71 | 8     | 200     | 18         | + 27.63                     | 6                |
| 3          | 8            | 9      | Johnny Boyd       | Kurtis Kraft-Offenhauser | 144.02 | 24    | 200     | 18         | + 1:09.67                   | 4                |
| 4          | 9            | 33     | Tony Bettenhausen | Epperly-Offenhauser      | 143.91 | 9     | 200     | 24         | + 1:34.81                   | 4                |
| 5          | 20           | 2      | Jim Rathmann      | Epperly-Offenhauser      | 143.14 | 10    | 200     | 0          | + 1:35.62                   | 2                |
| 6          | 3            | 16     | Jimmy Reece       | Watson-Offenhauser       | 145.51 | 14    | 200     | 0          | + 2:16.95                   |                  |
| 7          | 13           | 26     | Don Freeland      | Phillips-Offenhauser     | 143.03 | 3     | 200     | 0          | + 2:21.06                   |                  |
| 8          | 19           | 44     | Jud Larson        | Watson-Offenhauser       | 143.51 | 16    | 200     | 0          | + 5:34.02                   |                  |
| 9          | 26           | 61     | Eddie Johnson     | Kurtis Kraft-Offenhauser | 142.67 | 11    | 200     | 0          | + 6:15.76                   |                  |
| 10         | 33           | 54     | Bill Cheesbourg   | Kurtis Kraft-Novi        | 142.54 | 25    | 200     | 0          | + 8:03.59                   |                  |
| 11         | 21           | 52     | Al Keller         | Kurtis Kraft-Offenhauser | 142.93 | 29    | 200     | 0          | + 9:14.20                   |                  |
| 12         | 6            | 45     | Johnnie Parsons   | Kurtis Kraft-Offenhauser | 144.68 | 18    | 200     | 0          | + 9:40.85                   |                  |
| 13         | 30           | 19     | Johnnie Tolan     | Kuzma-Offenhauser        | 142.3  | 6     | 200     | 0          | + 9:52.24                   |                  |
| 14         | 17           | 65     | Bob Christie      | Kurtis Kraft-Offenhauser | 142.25 | 30    | 189     | 0          | Trompo                      |                  |
| 15         | 32           | 59     | Dempsey Wilson    | Kuzma-Offenhauser        | 134.27 | 32    | 151     | 0          | Inciendio en el coche       |                  |
| 16         | 12           | 29     | A.J. Foyt         | Kuzma-Offenhauser        | 143.13 | 33    | 148     | 0          | Trompo                      |                  |
| 17         | 31           | 77     | Mike Magill       | Kurtis Kraft-Offenhauser | 142.27 | 15    | 136     | 0          | Descalificado               |                  |
| 18         | 14           | 15     | Paul Russo        | Kurtis Kraft-Novi        | 142.95 | 31    | 122     | 0          | Falla en el Acelerador      |                  |
| 19         | 23           | 83     | Shorty Templeman  | Kurtis Kraft-Offenhauser | 142.81 | 17    | 116     | 0          | Falla en la Caja de Cambios |                  |
| 20         | 11           | 8      | Rodger Ward       | Lesovsky-Offenhauser     | 143.26 | 20    | 93      | 0          | Falla del Magneto           |                  |
| 21         | 15           | 43     | Billy Garrett     | Kurtis Kraft-Offenhauser | 142.77 | 13    | 80      | 0          | Falla del Magneto           |                  |
| 22         | 18           | 88     | Eddie Sachs       | Kuzma-Offenhauser        | 144.66 | 21    | 68      | 1          | Transmisión                 |                  |
| 23         | 22           | 7      | Johnny Thomson    | Kurtis Kraft-Offenhauser | 142.9  | 7     | 52      | 0          | Falla en la Dirección       |                  |
| 24         | 29           | 89     | Chuck Weyant      | Dunn-Offenhauser         | 142.6  | 19    | 38      | 0          | Accidente                   |                  |
| 25         | 10           | 25     | Jack Turner       | Lesovsky-Offenhauser     | 143.43 | 28    | 21      | 0          | Fuga de Combustible         |                  |
| 26         | 4            | 14     | Bob Veith         | Kurtis Kraft-Offenhauser | 144.88 | 12    | 1       | 0          | Accidente                   |                  |
| 27         | 1            | 97     | Dick Rathmann     | Watson-Offenhauser       | 145.97 | 4     | 0       | 0          | Accidente                   |                  |
| 28         | 2            | 5      | Ed Elisian        | Watson-Offenhauser       | 145.92 | 2     | 0       | 0          | Accidente                   |                  |
| 29         | 5            | 4      | Pat O'Connor ✝    | Kurtis Kraft-Offenhauser | 144.82 | 5     | 0       | 0          | Muerto en Accidente, Chocó  |                  |
| 30         | 16           | 31     | Paul Goldsmith    | Kurtis Kraft-Offenhauser | 142.74 | 23    | 0       | 0          | Accidente                   |                  |
| 31         | 24           | 92     | Jerry Unser       | Kurtis Kraft-Offenhauser | 142.75 | 22    | 0       | 0          | Accidente                   |                  |
| 32         | 27           | 68     | Len Sutton        | Kurtis Kraft-Offenhauser | 142.65 | 26    | 0       | 0          | Accidente                   |                  |
| 33         | 28           | 57     | Art Bisch         | Kuzma-Offenhauser        | 142.63 | 27    | 0       | 0          | Accidente                   |                  |

### Suplentes
- Primera alternativa: Gene Hartley[2]